# Lovas (Veszprém)
Pour les articles homonymes, voir Lovas (homonymie).
Lovas (Veszprém) est un village et une commune du comitat de Veszprém en Hongrie.